# يان روبرتس
يان روبرتس (بالإنجليزية: Ian Roberts)‏ (و. 1965 – م) هو ممثل، ولاعب دوري الرغبي، ولاعب اتحاد الرغبي، وممثل أفلام، وعارض، من أستراليا، ولد في لندن.

## التعليم
تعلم في المعهد الوطني للفنون المسرحية، وجامعة نيو ساوث ويلز.

## جوائز
حصل على جوائز منها:
- وسام الرياضة الاسترالية  [لغات أخرى]‏.

## وصلات خارجية
- يان روبرتس على موقع IMDb (الإنجليزية)
- يان روبرتس على موقع قاعدة بيانات الفيلم (الإنجليزية)

يان روبرتس في قاعدة بيانات الأفلام على الإنترنت